# Tranvías en La Plata

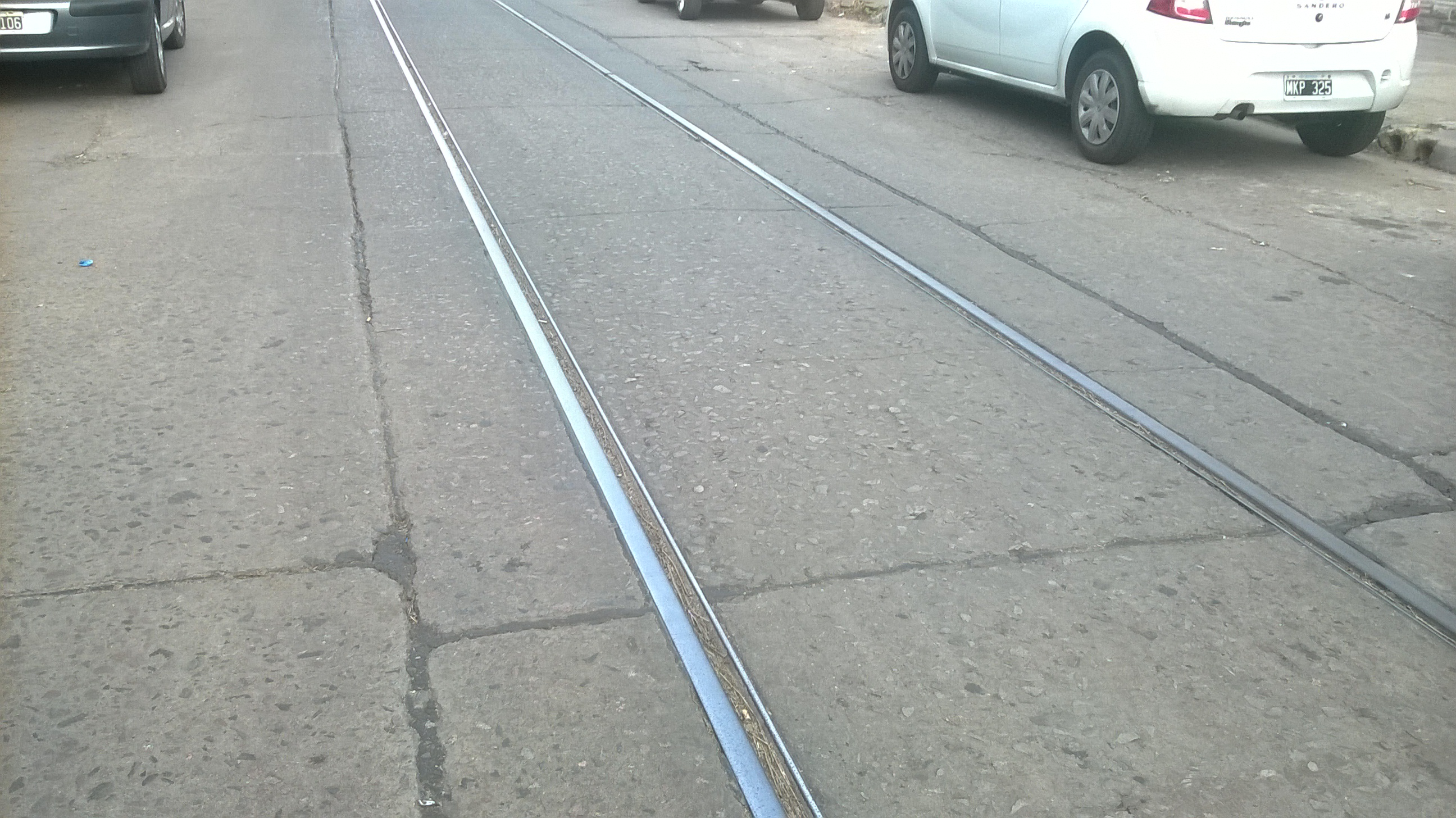
Rieles del tranvía en una calle de La Plata.

El tranvía se utilizó como medio de transporte público en la ciudad de La Plata entre los años 1884, sólo dos años después de su fundación, hasta el 25 de diciembre de 1966, fecha en que un coche de la línea 25 realizó su último recorrido, ingresando a la estación a las 22:55 horas.

## Inicios

Recorrido del servicio de tranvías en La Plata (año 1885).

En el año 1884, la empresa Landín & Veiga estableció un servicio de tranvías de tracción a vapor para el transporte de personas y mercancías, a fin de facilitar la construcción de la ciudad. Inicialmente se limitaba a dos recorridos que partían desde la estación del Ferrocarril del Oeste (hoy Pasaje Dardo Rocha) y unían sitios estratégicos como la Legislatura, el Departamento de Ingenieros, la Municipalidad, los Tribunales, el Ministerio de Hacienda, el Departamento de Policía (todos ellos en construcción en aquella época) y las viviendas de los obreros que participaban en la construcción de la ciudad.
Al año siguiente, el servicio es reemplazado por el "Tramway Ciudad de La Plata", inaugurado el 15 de diciembre, y pasa a ser tracción a sangre. La estación estaba ubicada en calle 7 entre 64 y 65. El recorrido abarcaba casi toda la zona construida hasta el momento: desde 7 y 50 a Plaza Italia, por Diagonal 74 a Plaza Moreno, por 51 hasta 1, por 1 hasta calle 44 (actual Estación La Plata) y por Diagonal 80 hasta 7 y 50.
Unos meses más tarde, en abril de 1886, se inaugura un nuevo servicio a cargo de la compañía "Tranvía a la Ensenada", que unía La Plata con el pueblo de la Ensenada de Barragán, actual Ensenada. Pocos años después, en 1890, también se estableció un servicio (impulsado a vapor) entre La Plata y el incipiente poblado de Los Talas (actual Berisso), que fue reemplazado en 1901 por un ramal del Ferrocarril del Sur. En esos años surgieron nuevas líneas que conectaron el centro de la ciudad con Tolosa, el cementerio municipal, Los Hornos y el barrio de La Loma.

## Tranvía eléctrico

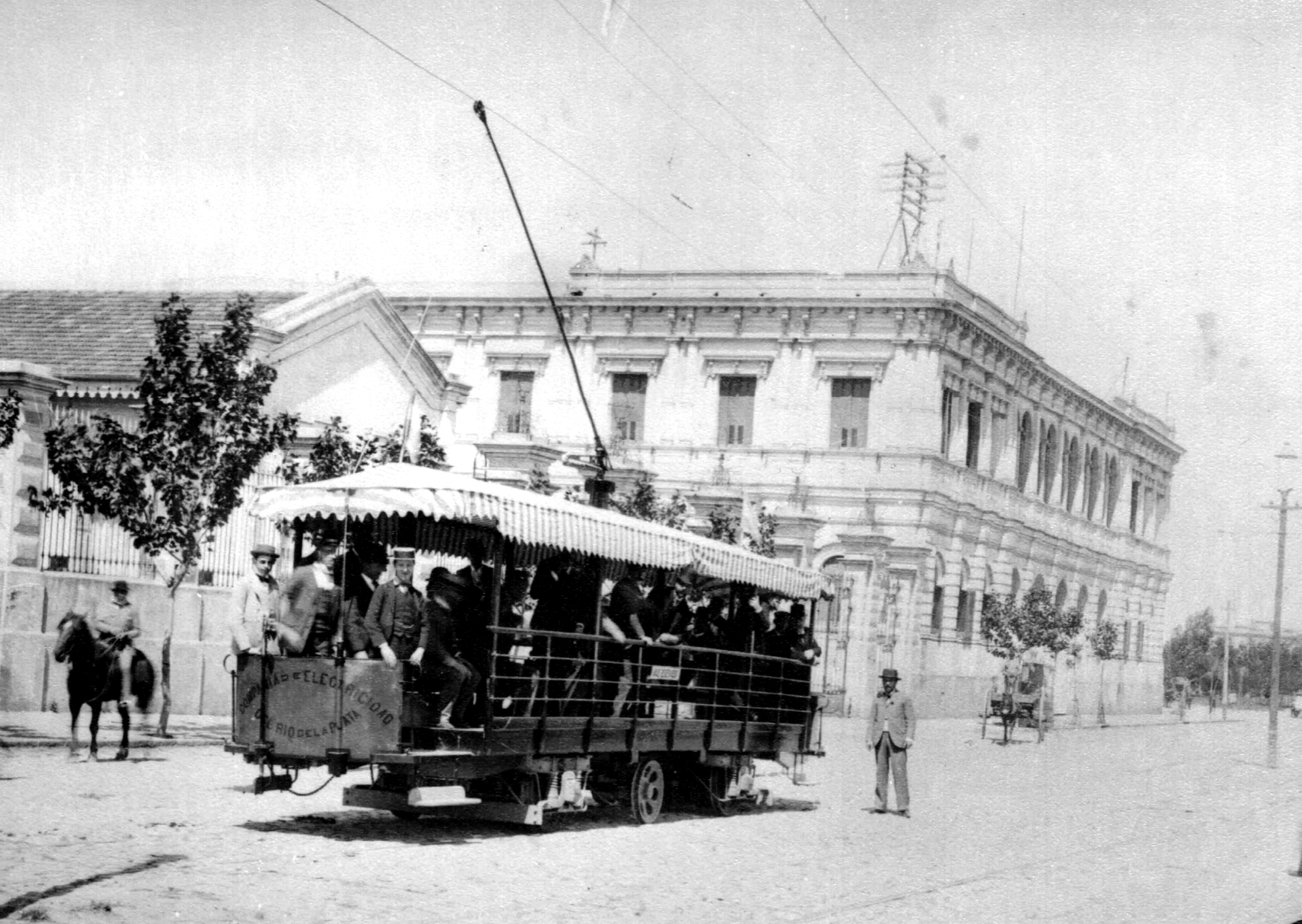
Segundo ensayo del tranvía eléctrico (1892 - Archivo General de la Nación

La ciudad de La Plata fue elegida para ensayar el tranvía impulsado por un motor eléctrico. El hecho de que la ciudad contara con un sistema de alumbrado público eléctrico la hacía mucho mejor equipada que Buenos Aires para este experimento. Para ello se tendió un tramo de vías en la avenida 7 entre las calles 45 y 50, con una línea eléctrica aérea. Se realizaron dos ensayos, el primero de ellos el 23 de octubre de 1892, y el segundo el 9 de noviembre de ese mismo año. El temor de los pasajeros a ser electrocutados, sumado al chisporroteo del trole y las ruedas, hizo que la ciudad continuara con el tranvía a caballo hasta 1910.

## La expansión del tranvía tracción a sangre
El "Tramway Ciudad de La Plata" y el "Tramway a Ensenada" fueron adquiridos por el International Bank of London que constituyó una nueva sociedad denominada "The La Plata & Ensenada Tramway Co. Ltd.". Esta compañía fue apodada "La Inglesa" y tenía tres estaciones: la "Central" en 7 entre 64 y 65, "Tolosa" y "Ensenada". Llegó a atender una red de 39 kilómetros de vías, una flota de 21 coches, una tropa de 297 caballos y un plantel de 118 empleados.
Poco tiempo después surge la "Tramway Nacional", de Santiago Buratovich, con una estación en calle 70 entre 5 y 6. La característica de esta línea es que los coches estaban tirados por mulas, en lugar de caballos, valiéndole el mote peyorativo de "Tramway Linyera". Llegó a servir una red de 14 kilómetros, y contaba con una dotación de 100 caballos de tiro y 60 empleados.
En 1904 se suma el "Tramway Municipal Urbano", que se inició con un servicio modesto que cubría apenas 53 cuadras del casco urbano de la ciudad y terminó alcanzando los 12 kilómetros de red tranviaria, con una flota de 16 coches, una tropa de 180 animales y un plantel de 98 empleados.

## La electrificación del servicio
En 1907, "La Inglesa" solicita al Poder Ejecutivo la autorización para electrificar su servicio. Pero recién en 1909, obtenida la autorización, la empresa se reorganiza bajo la nueva denominación de "The La Plata Electric Tramway Co. Ltd." e inicia la instalación del nuevo sistema que se inaugura el 1° de enero de 1910. 
También en 1909 se fusionan las empresas "Tramway Municipal Urbano" y "Tramway Nacional" (esta última adquirida por la primera), bajo el nombre de "Tranvía La Nacional", y se inicia el proceso de electrificación de sus líneas. El 25 de mayo de 1911 se inaugura la tracción eléctrica para esta compañía, cuya nueva estación se instaló en la calle 20 entre 49 y 50.
Estas dos empresas protagonizaron el desarrollo de la red de tranvías en La Plata a lo largo de varias décadas. "La Inglesa" se identificaba con coches decorados en marrón y marfil, en sus inicios, para luego adoptar el amarillo en la parte superior de los coches y el granate en la inferior. Sus líneas estaban numeradas del 1 al 10, y para 1920 servía una red de 52,65 kilómetros con 35 coches diarios y 7.345.000 pasajeros transportados al año. "La Nacional" tenía verde esmeralda en el techo y blanco en parantes y ventanillas y utilizaba los números del 12 en adelante. En 1920 servía una red de 42,55 kilómetros de vías con 25 coches diarios y 5.742.000 pasajeros transportados al año.
15 años más tarde, en 1935, "La Inglesa" había expandido su red de vías a 70 kilómetros y ampliado su flota a 60 coches motor y 10 acoplados, transportando 12.770.000 pasajeros. "La Nacional", para ese mismo año, servía una red de 61 kilómetros mediante 58 coches y transportó 16.460.000 pasajeros. Entre 1929 y 1930, "La Nacional" realizó gestiones para adquirir su compañía rival que fueron frustrados por el golpe de Estado de septiembre de ese año. Uno de los hitos de esa empresa consistió en equipar la línea 25 que realizaba el servicio La Plata - Berisso con los coches más grandes de los sistemas tranviarios argentinos, de 54 asientos.

## La estatización del servicio
En 1948 la Municipalidad decretó la caducidad de las concesiones y asume la administración del servicio de las dos compañías mediante la creación de la "Administración General de Transporte de Pasajeros". Durante la década del 50, muchos de los coches de la "Compañía de Tranvías Eléctricos del Sur", que realizaba el servicio Buenos Aires - Temperley, fueron transferidos a La Plata para reforzar la línea 25. Sin embargo, en esta década comienza una visible decadencia del servicio, con algunas líneas servidas por apenas dos coches diarios.
En 1960 se crea una nueva empresa estatal que se haría cargo del servicio por solo dos años: el "Consorcio Transporte de Pasajeros". Pese al breve lapso de existencia, en este período se incorporaron nuevos coches y se renovaron otros, se fusionaron líneas que superponían parte de sus trayectos y se experimentó con algunas iniciativas innovadoras como un tranvía biblioteca que se estacionaba en las terminales.
Sin embargo, se consideraba que el servicio era deficitario, y a fines de 1966 se decretó su suspensión. El último coche que circuló fue el número 114, de la línea 25, que ingresó a la estación a las 22:55 horas del 25 de diciembre de ese año.

## Resurgimiento
El 26 de abril del 2013 fue inaugurado el Tren Universitario, que en el fondo es un tranvía, y hasta el momento une la Estación de Trenes de las intersecciones de avenidas 1, 44 y Diagonal 80 hasta una cuadra cerca del Hospital San Martin (Policlínico) con parada en 72 entre 1 y 115 sobre la Circunvalación. Según se confirmó el 18 de noviembre del 2020, tras un acuerdo entre el rectorado de la Universidad Nacional de La Plata y el Ministerio de transporte de la Nación, fue aprobada la extensión en una primera etapa hasta 72 y 25, a dos cuadras del Hospital San Juan de Dios, cuyas obras comenzarán entre marzo y abril del 2021. Mientras que en la 2.ª etapa proyectada para el 2022, llegaría hasta 31 y 55 donde se encuentran los talleres ferroviarios de Gambier.
También existe un proyecto presentado en noviembre del 2018 por el titular del IAME, Ramón Galache, con asesoramiento de la UNLP para reutilización de vías abandonadas y reconstrucción de tramos interrumpidos en el casco urbano y algunos barrios periféricos.